# Valea Seacă (Bacău)
Valea Seacă é uma comuna romena localizada no distrito de Bacău, na região de Moldávia. A comuna possui uma área de 23.00 km² e sua população era de 4130 habitantes segundo o censo de 2007.
O território da comuna está na região da bacia hidrográfica do rio Siret ao qual é o principal elemento hidrográfico do território.